# Thymelaea virgata
Thymelaea virgata és una planta angiosperma dicotiledònia del Marroc i forma part de les comunitats rupícoles de l'Atles, amb el calze i corol·la pentàmers, amb flors actinomorfes i hermafrodites. Floreix de maig a juliol.

## Descripció
És una herba perenne anual que a vegades supera el mig metre d'alçada i pot tenir la base de les tiges més o menys lignificada, de fulles el·líptiques i lanceolades (en forma de llança) de fins a 4 cm de llarg i amb un hipant estretament tubular.

## Distribució i hàbitat
Thymelaea virgata pot trobar-se en boscos de cedre desmunts en sòl ben proveïts amb aigua. Té una distribució Nord-africana i pot créixer en prats pedregosos.

## Taxonomia
Thymelaea virgata